# Hat gondolkodó kalap
A hat gondolkodó kalap (vagy röviden hat kalap) Edward de Bono máltai pszichológus által kifejlesztett kommunikációs módszer, amelynek lényege az ún. párhuzamos gondolkodás – szemben a vitatkozással.
A hat gondolkodó kalap módszer kifejezetten mesterkélt, szándékosan természetellenes – ugyanakkor nagyon hatékony. Referenciái között ismert világvállalatok szerepelnek, olyan adatokkal, hogy a módszer alkalmazásával a korábbi egész napos értekezletek helyett negyedórás megbeszélés elég a döntéshozatalhoz.

## A módszer háttere
Vitáink során nagyon kevés olyan igazsággal van dolgunk, mint hogy „2×2=4”. Az esetek többségében különböző érveket, értékrendeket, szempontokat, premisszákat ütköztetünk – többnyire teljes zűrzavarban. A hat kalap módszer alapja az a teljesen banális tény, hogy az ember egyszerre egyvalamire tud koncentrálni. Aki épp lelkesedik egy ötletért, nem nyitott ugyanabban a pillanatban alternatív ötletekre. Akit aggaszt, hogy egy más által mondott megoldási javaslat szerinte ilyen és ilyen ártalmas hatást fog kifejteni, az ugyanabban a pillanatban nem tud elgondolkodni a kérdéses megoldás esetleges előnyeiről. Aki épp meta-szinten igyekszik eligazodni, hogy most épp hol is tart a vita vagy megbeszélés, az ugyanabban a pillanatban nem tud mit kezdeni a témát érintő új, konkrét információk áradatával. Edward de Bono a következő képpel mutatja be a problémát:
Négyen nézzük egy ház négy különböző oldalát. Egyszerre mindegyikünk csak az egyik oldalt látja, és noha ugyanazon házról beszélünk, mégsem tudunk dűlőre jutni, mert amiről a másik ember beszél, az nincs a többiek figyelmének fókuszában. Ha körbe is járjuk a házat, az sem változtat a helyzeten, mert mire a vitapartner az én pozíciómból kezdi szemlélni, addigra én már máshonnan nézem. A hat kalap módszer végletesen egyszerű: mind a négy ember gyűljön össze a ház egyik oldalán, így ugyanabban a pillanatban mind a négyen ugyanazt látják. Aztán közösen együtt sétálják körbe a házat. E módszert használva mindegyik szempont érvényesülhet, de hatékonyan – nem pedig egymás mellett elbeszélve.

## A módszer bemutatása
A hat színes kalap az emberi agy hat tevékenységét szimbolizálja. Azért van szükség a szimbólumok használatára, mert egyszerűbbé teszi az üzemmódok ki- és bekapcsolását. Annak a mondatnak az égvilágon semmi hatékonysága nincs, ha azt mondjuk valakinek: „Ne legyél már olyan negatív, nézd a dolgok előnyös oldalát!” Ezt egyszerűen nem lehet így megvalósítani. Ezzel szemben ha azt mondjuk: „OK, ezek korrekt fekete kalapos észrevételek voltak. Most azonban vegyük fel egy kicsit a sárga kalapunkat, és nézzük meg úgy a kérdést!” – akkor ezzel már lehet mit kezdeni. A fogalmazásmód látványosan mesterkélt – és épp ez a módszer lényege. A cél az, hogy spontán és diffúz közlésfolyamok helyett a kommunikációban részt vevő összes fél összes szempontja szépen, egyenként rákerülhessen a közös mentális térképre – és ha minden össze lett rakva, akkor közösen lehessen megtalálni az optimális (vagyis a lehetőségek szerinti legjobb, tehát nem feltétlenül az ideális) megoldást. A módszer használatával a kommunikáció immár nem vita, hanem a megoldás közös keresése.
A módszer gyakorlati alkalmazásához szükséges tényezők:
- a módszer ismerete,
- fegyelem,
- némi (minimális) nyitottság a játékosságra.

Ha valaki annyira komolyan veszi magát, hogy derogál neki gondolatban színes kalapokat le- és felvenni, az megfosztja önmagát a módszer előnyeitől.
A módszerrel ismerkedés első fázisában gyakori félreértés, hogy a kalapokat ki kell osztani a résztvevők között. („OK, én fekete kalapban leszek!”) Erről szó sincs. A hat kalap módszer lényege, hogy megbeszélés közben a résztvevők agyának különböző üzemmódjai nem összevissza kapcsolódnak ide-oda, vagy – ami talán még rosszabb – egy-egy résztvevő nem fixálódik egyetlen szerepben (pl. ötletelő vagy ördög ügyvédje), hanem a megoldáskeresés különböző fázisaiban mindenki egyszerre vesz részt, vagyis egyazon pillanatban mindenkinek a fején ugyanolyan színű kalap van.

### Az egyes kalapok

#### Fehér kalap: tények
A fehér kalap a tények szimbóluma. Ha fehér kalap van rajtunk, akkor nincs mellébeszélés, nincs értelmezés, nincsenek ötletek vagy aggályok: csak a tiszta tényeket gyűjtjük össze. A „tény” szó persze különböző dolgokat jelenthet. Vannak elsődleges tények, amelyeket bizonyítékok, adatok támasztanak alá (ill. maguk az adatok), és vannak másodlagos tények, amely szerint X-nek ez és ez a véleménye. Pl. „Dezsőke szerint ez a film nézhetetlenül unalmas.” Itt a tény nem arra vonatkozik, hogy a film milyen (ez vita tárgya), hanem arra, hogy Dezsőke mit állít róla – ami viszont objektív valóság.

#### Piros kalap: érzések
A piros kalap az érzéseké. E szó itt mást jelent, mint az ún. erőszakmentes kommunikációban: érzések alatt nemcsak a tényleges emóciókat értjük, hanem mindazt, ami nem racionális: a benyomásokat, intuíciókat, sejtéseket. Piros kalapban elmondható, hogy „szerintem az ötlet úgy pocsék, ahogy van” vagy „ha ez nem válik be, akkor semmi”. Piros kalapban nem kell, mi több, nem is szabad indokolni.

#### Fekete kalap: ellenvetések
A fekete kalap nagyon ismerős mindannyiunknak, mert egész nyugati vitakultúránk erre alapul: ez az ellenvetések kalapja. Amikor a társaság tagjai fölteszik a fekete kalapot, akkor mindenki (a terv kezdeményezője és legnagyobb támogatója is!) elmondhatja, hogy milyen aggályai vannak a jövőre nézve: hogy a tervet miért és mennyiben látja károsnak, veszélyesnek, milyen rejtett buktatói lehetnek stb. A fekete az óvatosság kalapja, a fék az autóban.

#### Sárga kalap: előnyök
A sárga kalap a derűs napsütést hivatott eszünkbe idézni: ez a pozitív gondolatok kalapja. Sárga kalapban azt szedjük össze mindannyian (az ötlet legnagyobb ellenlábasa is!), hogy egy ötlet miért jó, milyen előnyei vannak, mitől fog működni, kinek kedvező, mely vonatkozásokban lesz nyereséges, stb. A sárga az optimizmus kalapja, de nem a vak hurráoptimizmusé, hanem a tapasztalatokkal megalapozott reményeké, akkor is, ha kicsinyke reményről, apró esélyről van csak szó csupán.

#### Zöld kalap: kreativitás
„Egyszerűen figyelmen kívül hagytam egy axiómát” – mondta állítólag Einstein. Amíg sárga kalapban létező megoldások előnyeit vesszük sorra, zöld kalapban új utakat keresünk: mindenütt. Ott is, ahol józan ész szerint nem is létezhet út. Zöld kalapban bármilyen ötlet bedobható, a legképtelenebb is. Ha aztán valamelyikkel elkezdünk foglalkozni, fehér kalapban összegyűjtjük a szükséges tényeket, sárgában felkutatjuk a reálisan várható előnyeit, feketében pedig a hátrányait.

#### Kék kalap: folyamat
A kék kalap biztosítja a kereteket, ez fogja össze az egész folyamatot. Kék kalapban kezdhetjük az egész megbeszélést, és abban is zárhatjuk le, megállapítva, hogy hova sikerült eljutni. Kék kalapban határozzuk meg, hogy milyen sorrendben vesszük fel a többi kalapot. A kék kalap biztosítja, hogy amit csinálunk, az ne öncélú locsogás legyen, hanem valóban haladás valamilyen irányba.

### Példák
A kalapokat megbeszélés közben lehet többször is cserélgetni, de nagyon fontos, hogy egyazon pillanatban mindenkin egyforma kalap legyen. Ehhez kell a fegyelem, amit adott esetben a vezetőnek kell kézben tartania. Pl.:
Morgó: Ha kiadjuk ezt a könyvet, teljesen lenullázzuk magunkat anyagilag!
Vidor: A pénz nem minden! Ha az erkölcsi vonatkozásait nézzük, akkor…
Tudor: Vidor, ne haragudj, hogy félbeszakítalak: feltesszük majd a sárga kalapot is, egyelőre azonban fekete kalap van rajtunk. Mi a véleményed így a témáról?
Másik példa:
Hapci: Én prüszkölök az ötlet puszta gondolatától is.
Szende: De miért? Te is láttad, hogy minden felmérés azt igazolja, hogy…
Tudor: A felmérések eredményét valóban megnéztük fehér kalapban. Most viszont piros kalap van rajtunk, úgyhogy ha Hapci prüszköl, akkor nem kell indokolnia. Mi a te piros kalapos véleményed a tervről?
Szende: Szerintem tök jó, én nagyon fogom élvezni, ha nekiállunk.

### A kalapok sorrendje
A gyakorlat több használható protokollt dolgozott ki a sorrendre, attól függően, hogy épp milyen problémát kell megoldani. Más sorrend hatékony két személy konfliktusának kezelése során, más egy vállalat kármentő akciójánál, ismét más egy civil mozgalom elindításakor stb. A kidolgozott sorrendek azonban javaslatok, nem előírások.
Egy lehetséges protokoll a következő:
1. Kék kalapban megbeszéljük, hogy milyen céllal jöttünk össze, és megállapodunk a további kalapok sorrendjéről.
2. Megyünk egy kört piros kalapban, ekkor mindenki elmondhatja egy-két mondatban, hogy hogy érzi magát a bőrében, hogy milyen (jó vagy rossz) érzései vannak a tárgyalt problémával kapcsolatban. Indoklás nincs!
3. Fehér kalapban összegyűjtjük a tényeket, de szigorúan tartózkodunk azok értékelésétől, olyan szinten is, hogy a másik által bedobott információ releváns-e, vagy sem. Odafigyelünk az elsődleges és másodlagos tények különbségére.
4. A megbeszélés vezetője egy pillanatra fölveszi a kék kalapot, és javasolja, hogy 3 percig mindenki ötleteljen magában.
5. Ezt követően ki-ki elmondja zöld kalapban, hogy milyen ötletek jutottak az eszébe a problémára vonatkozóan. Megkötés nincs, a legképtelenebb gondolat is bedobható, és tilos a másik ötletének minősítése. Az összegyűlt ötleteket felírjuk.
6. Egy gyors piros kalapos körben elmondhatjuk, hogy a bedobott ötleteket hallva hogy érezzük magunkat, ill. hogy – még a megbeszélés előtt – „szagról” miként vélekedünk egyik vagy másik ötletről.
7. Kék kalapban megállapodunk abban, hogy az ötletek közül melyek azok, amelyeket részletesen meg akarunk vitatni. A döntést nyilvánvalóan befolyásolja a felbukkant ötletek száma, ill. a rendelkezésre álló idő, valamint (kevésbé nyilvánvalóan) az, hogy az imént piros kalapban valamelyik ötletről nyilvánvalóvá vált-e, hogy valakinek kifejezetten a szívügye. Ha megvan a sorrend, akkor az egyes ötleteket egyenként szemrevételezzük, az alábbiak szerint:
8. Sárga kalapban mindenki (!) mond egy vagy több olyan előnyt, amelyet előzetes tapasztalatai alapján az adott ötlettől remél. (Kizárt dolog, hogy egy ötlet egyértelműen, minden vonatkozásában és százszázalékosan pocsék, kontraproduktív és használhatatlan legyen, ezért a legnagyobb ellenlábas is, ha korrektül játszik, megfogalmazhat valamilyen előnyt.)
9. Fekete kalapban mindenki (!) elmondja, hogy szerinte előzetes tapasztalatai alapján milyen hátulütői lehetnek az ötletnek. (Kizárt dolog, hogy egy ötlet egyértelműen, minden vonatkozásában és százszázalékosan fenomenális, zseniális és előnyös legyen, ezért az eredeti ötletgazda is, ha korrektül játszik, megfogalmazhat valamilyen averziót.)
10. Ha szükséges, az adott ötlet kapcsán fehér kalapban összegyűjthetünk további objektív információkat, tényeket, adatokat.
11. Piros kalapban ki-ki elmondja, hogy szubjektíve miként viszonyul az ötlethez. Indoklásnak e ponton nincs helye!
12. Kék kalapban a vezető összefoglalja, hogy mire jutottunk a megbeszélés során.

Ekkorra a résztvevők közös mentális térképére már fölkerült minden fontos tényező: az adatok, az ötletek, az azokhoz kapcsolódó előnyök és hátrányok, illetve a szubjektív érzések. Mindezek nem ömlesztve, hanem strukturáltan kerültek a térképre: az egyes elemek fölhelyezésekor mindenki ugyanazt látta. Hogy aztán a tényleges döntés ezek alapján miként születik meg, az értelemszerűen az adott csoport sajátosságaitól függ: szavazással, a vezetők közötti további egyeztetésével, egyszemélyes döntéssel, közfelkiáltással vagy más úton. A hat kalap módszer célja nem a szervezetek átalakítása, nem a döntés módjának standardizálása, hanem a döntéshez vezető út lerövidítése az információk hatékony csoportosítása révén.

## Lásd még
- Erőszakmentes kommunikáció

## Külső hivatkozások
- Zsiráfok és kalapok (Birtalan Balázs blogbejegyzése)
- hat gondolkodó kalap (Birtalan Balázs blogbejegyzése)
- WikiWikiWeb: SixThinkingHats